# استیو الیوت (بازیکن فوتبال، زاده ۱۹۷۸)
استیو الیوت (انگلیسی: Steve Elliott؛ زادهٔ ۲۹ اکتبر ۱۹۷۸) بازیکن فوتبال اهل بریتانیا است که در پست مدافع بازی می‌کند.
از باشگاه‌هایی که در آن بازی کرده‌است می‌توان به باشگاه فوتبال دربی کانتی، باشگاه فوتبال بث سیتی، باشگاه فوتبال چلتنهام تاون، باشگاه فوتبال بلکپول، و باشگاه فوتبال بریستول راورز اشاره کرد.
وی همچنین در تیم ملی فوتبال زیر ۲۱ سال انگلستان بازی کرده‌است.